# Valhalus
Valhalus fue una banda de rock progresivo de la Ciudad de México, México.

## Biografía

### Formación
Valhalus fue fundada originalmente por Iván (guitarra y voz), César (batería) y Jaime (guitarra) a mediados de 2004.
Empezaron tocando covers de sus bandas favoritas en bares y fiestas. A principios de 2005 se unió a la banda Diego como bajista. Su presentación oficial fue en el auditorio de la preparatoria no. 1. 
Diego sale de la banda por problemas relacionados con drogas y falta de atención e interés por la banda en marzo del mismo año.

### Arde en míy el primer EP de la banda

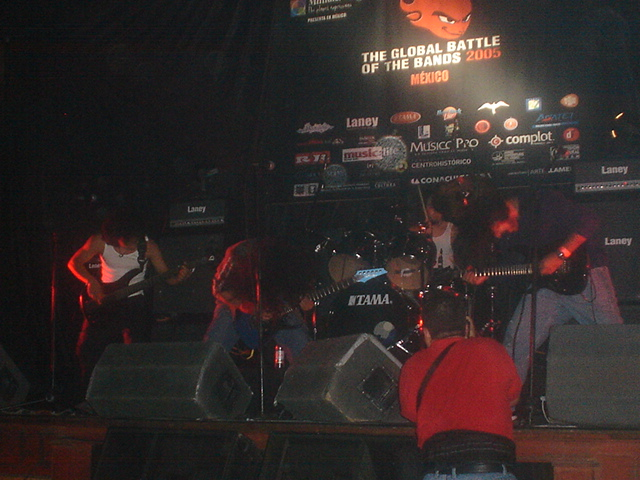
Valhalus en la global battle of the bands 2005

Al quedarse sin bajista, la banda sigue tocando como un trío. Diego es sustituido por Homar un mes después, quien formó parte de la banda "The Bean Souls".
Poco tiempo después de integrarse el nuevo bajista a la banda, se creó la primera canción original de Valhalus "Arde en mí" y es abierto su myspace oficial que funcionó como su página principal durante varios años. Arde en mí junto con las canciones Dragones en la oscuridad y Chan Chakan se convirtieron en su primer EP Arde en mí distribuyéndolo de manera digital mediante Myspace y PureVolume; cabe mencionar que se grabó de manera casera.
En octubre participan en la Global Battle of the Bands en su edición 2005, siendo esta la presentación oficial de Homar Valhalus en la banda, esta se llevó a cabo en el foro "La victoria" en la colonia Roma.
En noviembre empezaron a componer su primer demo oficial, sin embargo, la banda no pudo financiar la grabación y esta es pospuesta para el siguiente año; mientras tanto Valhalus se dedicó a componer y a tocar en distintos foros y bares de la Ciudad de México.

### GénesisEP
La banda se toma un descanso de los escenarios para grabar su primer demo oficial, el cual se grabó en mayo de 2006 de forma casera también, sin embargo de manera más profesional, con mejor equipo y con un ingeniero de audio asistiéndolos. Algunos cambios que sufrió la banda en este año fueron: la inclusión de Homar en el bajo y el cambio de vocalista, pues el nuevo bajista sustituye a Iván en las voces, quedando este solo como guitarrista. El título del nuevo demo iba a ser Revelaciones pero al final se decide nombrar como Génesis EP.
En noviembre del mismo año, Valhalus participa en el concurso "La nueva sangre del rock" organizado por Babel producciones que se celebró el 8 de octubre de 2006 en el Hard Rock Live de la Ciudad de México.
Durante 2007, la banda sufrió una separación que los llevó a una pausa de más de 3 años. Jaime, guitarrista y cofundador de la banda, decidió dejar Valhalus para concentrarse en un proyecto alterno que se volvió su banda principal Dartos. Al mismo tiempo César sufrió una crisis emocional y dejó la banda temporalmente. Iván y Homar llegaron a pensar que la banda estaba acabada sin embargo siguieron insistiendo logrando que César se uniera de nuevo.
La banda empezó a reclutar a un nuevo guitarrista para llenar el espacio que había dejado Jaime tras su partida. Tras varias audiciones sin éxito, Daniel, quien fungía como ayudante en las presentaciones, entró por decisión unánime llenando el puesto.
Durante 2008 y hasta principios de 2009 Iván dejó de lado la banda debido a problemas personales y emocionales, dejando parada a la banda y sin ganas de regresar a los escenarios, mientras hacía música para cortometrajes y documentales; sin embargo, en febrero de 2009 se presentó una nueva oportunidad para la banda, esta vez, de grabar un disco de larga duración.

### Reunión y ruptura

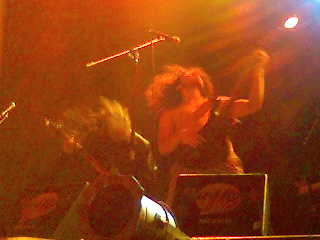
Valhalus

En febrero de 2009 la banda obtiene la oportunidad de grabar su primer disco de larga duración de manera profesional en Valhalla Records en la Ciudad de México. El disco fue grabado de febrero a marzo, quedando incompleto debido a problemas de Homar quien padecía esofagitis y a problemas emocionales de Iván quien sufría de depresión.
La banda entró nuevamente en recesión durante el resto del año 2009, con un disco incompleto y sus integrantes dispersos por trabajo y escuela. siendo hasta enero de 2010 cuando decidieron juntarse nuevamente y terminar lo que empezaron.

### Revelaciones
La banda entró de nuevo al estudio de Valhalla Records en abril de 2010 en donde terminaron el disco Revelaciones. La banda se desintegró sin lanzar el disco.

## Miembros

### Actuales
- César - Batería
- Homar - Bajo y voz
- Daniel - Guitarra
- Iván - Guitarra

### Anteriores
- Jaime Ramos - Guitarra
- Diego - Bajo

## Discografía
- Arde en mí EP (2005) (Demo independiente)

1. Arde en mí
2. Dragones en la oscuridad
3. Chan chakan

- Génesis EP (2006) (Demo)

1. Génesis
2. Resurrección
3. Arde en mí (`06)
4. Ascensión
5. Revelaciones

- Revelaciones (2010)